# Utricularia geoffrayi
Utricularia geoffrayi este o specie de plante carnivore din genul Utricularia, familia Lentibulariaceae, ordinul Lamiales, descrisă de François Pellegrin. Conform Catalogue of Life specia Utricularia geoffrayi nu are subspecii cunoscute.